# Nicolas Charpentier
Pour les articles homonymes, voir Charpentier (homonymie).
Nicolas Charpentier est un homme politique français né le 6 juillet 1786 à Rombas (province du Barrois) et décédé le 25 janvier 1861 à Metz (Moselle).

## Biographie
Avocat à Metz en 1811, il est procureur général en 1830, puis premier président de la cour d'appel de Metz. Il est député de la Moselle de 1831 à 1834 et de 1839 à 1842, siégeant au centre gauche, avec le tiers-parti. Il prend sa retraite de magistrat en 1857.